# پاییزی
پاییزی (به انگلیسی: Autumnal) هفتمین آلبوم استودیویی گروه پاور متال اسپانیایی دارک مور است که در سال ۲۰۰۹ توسط شرکت ضبط موسیقی اسکارلت رکوردز منتشر شد.

## فهرست آهنگ‌ها
آلبوم پاییزی دارای ۱۱ ترک به شرح زیر است که کار ترانه‌سرایی آنها را انریک گارسیا همراه با فرانسیسکو خوزه گارسیا (قطعات ۳ تا ۸ و ۱۱) انجام داده‌اند:
| شماره | نام                     | مدت   |
| ----- | ----------------------- | ----- |
| ۱.    | «Swan Lake»             | ۰۷:۵۹ |
| ۲.    | «On the Hill of Dreams» | ۰۴:۴۵ |
| ۳.    | «Phantom Queen»         | ۰۴:۰۳ |
| ۴.    | «An End So Cold»        | ۰۴:۰۰ |
| ۵.    | «Faustus»               | ۰۴:۰۸ |
| ۶.    | «Don't Look Back»       | ۰۴:۳۶ |
| ۷.    | «When the Sun is Gone»  | ۰۴:۳۸ |
| ۸.    | «For Her»               | ۰۴:۳۷ |
| ۹.    | «The Enchanted Forest»  | ۰۳:۳۲ |
| ۱۰.   | «The Sphinx»            | ۰۴:۲۷ |
| ۱۱.   | «Fallen Leaves Waltz»   | ۰۲:۳۷ |

## اعضا
اصلی
- آلفرد رومرو - خواننده
- انریک گارسیا – گیتار
- دانیل فرناندز – گیتار بیس
- روبرتو کاپا – درامز

مهمان
- ایتیا بندیکتو – خواننده سوپرانو